# Йохан Кристоф фон Фалкенщайн-Ебринген
Йохан Кристоф фон Фалкенщайн-Ебринген (на немски: Johann Christoph Freiherr von Falkenstein-Solothurn; † 2 ноември 1568) е фрайхер на Фалкенщайн-Ебринген-Золотурн в Швейцария и фогт в Елзас, императорски съветник, президент на горно-австрийското управление в Ензисхайм (в Гранд Ест) и главен фогт в Зундгау и Брайзгау. Той е последният мъжки представител от швейцарския род фон Фалкенщайн.

## Произход
Той е син на фрайхер Зигмунд фон Фалкенщайн († 1533) и Вероника фон Емс († 1533/1554), вдовица на Георг фон Еберщайн, дъщеря на рицар Ханс I фон Емс († 1490) и Хелена фон Клингенберг († 1501).
Внук е на граф Томас фон Фалкенщайн, ландграф в Зизгау († 1482) и Амелия фон Вайнсберг († пр. 1410). През 1461 г. фамилията отива на служба в среден Шварцвалд.
Неговият гробен камък и на баща му се намират в църквата в Ебринген в Баден-Вюртемберг.

## Фамилия
Първи брак: през 1534 г. с Катарина фон Валдбург-Траухбург († 11 март 1561), дъщеря на фрайхер Вилхелм Стари фон Валдбург-Траухбург (1470 – 1557) и Сибила фон Валдбург-Зоненберг (1536 – 1536). Бракът е бездетен.
Втори брак: на 30 април 1543 г. с графиня Анна фон Фюрстенберг (* 14 декември 1524; † 11 ноември 1568), дъщеря на граф Фридрих III (II) фон Фюрстенберг (1496 – 1559) и Анна фон Верденберг-Хайлигенберг († 1554). Бракът е бездетен.